# Stade d'El Almarjal
Le Stade d'El Almarjal (en espagnol : Estadio de El Almarjal), était un stade de football espagnol situé dans la ville de Carthagène, dans la région de Murcie.
Le stade, doté de 12 000 places et inauguré en 1925 puis démoli en 1987, servait d'enceinte à domicile à l'équipe de football du Cartagena Fútbol Club.

## Histoire
Le stade, construit en trois mois, est situé dans le quartier d'Ensanche sur le Paseo de Alfonso XIII, et ouvre ses portes en 1925 sous le nom de Stadium.
Le match inaugural a lieu le 19 septembre 1925 lors d'une défaite 4-1 des locaux du Cartagena FC contre le Valence FC (le premier but au stade étant inscrit par Ramón, joueur de Cartagena).
Le stade est démoli à la fin des années 1980. Sur son lieu figure aujourd'hui une grande zone commerciale.